# Sebastián Arancibia Flores
Sebastián Andrés Arancibia Flores (Santiago, 15 de abril de 2006) es un futbolista profesional chileno  que se desempeña como defensa y actualmente milita en Universidad Católica de la Primera División de Chile.

## Trayectoria

### Universidad Católica
Arancibia se integró a las inferiores de Universidad Católica a los 10 años de edad. Sus primeros pasos fueron de volante y en la sub-16, comenzó a jugar de lateral derecho. El 1 de marzo de 2025 debutó profesionalmente ante Deportes Iquique, tras ingresar al inicio del segundo tiempo por Cristián Cuevas, en el triunfo por la cuenta mínima de su club. Tras debutar profesionalmente firmó su primer contrato profesional. El 25 de abril de 2025, marcó su primera asistencia tras asistir a Eugenio Mena en el definitivo 6 a 0 ante Everton, por la fecha 9 del torneo nacional.

## Estadísticas

### Clubes
| Club                         | Div.          | Temporada     | Liga  | Liga  | Liga   | Copas nacionales | Copas nacionales | Copas nacionales | Copas internacionales | Copas internacionales | Copas internacionales | Total | Total | Total  |
| Club                         | Div.          | Temporada     | Part. | Goles | Asist. | Part.            | Goles            | Asist.           | Part.                 | Goles                 | Asist.                | Part. | Goles | Asist. |
| ---------------------------- | ------------- | ------------- | ----- | ----- | ------ | ---------------- | ---------------- | ---------------- | --------------------- | --------------------- | --------------------- | ----- | ----- | ------ |
| Universidad Católica · Chile | 1.ª           | 2025          | 8     | 0     | 1      | 3                | 0                | 0                | 0                     | 0                     | 0                     | 11    | 0     | 1      |
| Universidad Católica · Chile | Total club    | Total club    | 8     | 0     | 1      | 3                | 0                | 0                | 0                     | 0                     | 0                     | 11    | 0     | 1      |
| Total carrera                | Total carrera | Total carrera | 8     | 0     | 1      | 3                | 0                | 0                | 0                     | 0                     | 0                     | 11    | 0     | 1      |
| 1. 2.                        |               |               |       |       |        |                  |                  |                  |                       |                       |                       |       |       |        |

### Resumen estadístico
| Competición               | Partidos | Goles | Asistencias |
| ------------------------- | -------- | ----- | ----------- |
| Primera División de Chile | 8        | 0     | 1           |
| Copa Chile                | 3        | 0     | 0           |
| Total                     | 11       | 0     | 1           |